# Agrilus chiricahuae
Agrilus chiricahuae es una especie de insecto del género Agrilus, familia Buprestidae, orden Coleoptera. Fue descrita por Fisher, 1928.